# NGC 389
NGC 389 est une galaxie lenticulaire située dans la constellation d'Andromède. NGC 389 a été découverte par l'astronome américain Lewis Swift en 1885.

## Caractéristiques
Sa vitesse par rapport au fond diffus cosmologique est de 5 066 ± 36 km/s, ce qui correspond à une distance de Hubble de 74,7 ± 5,3 Mpc (∼244 millions d'al).